# Friedrich Braun-Hofer
Friedrich Braun-Hofer (* 1. Mai 1892 in Bischofszell; † 1954) war ein Schweizer Epileptologe und Eugeniker.

## Leben
Braun-Hofer war Sohn von Elisa Bächler und des Sekundarlehrers Jacob Paul Braun und hatte zwei Schwestern. 1902 starb sein Vater und zwei Jahre später seine Mutter, die Familie wurde „auseinandergerissen“ und Braun-Hofer wurde vom Rektor der Bezirksschule Muri aufgenommen. Am Seminar Küsnacht absolvierte er ein Lehrerexamen. An der Universität Zürich studierte er Geschichte und Mathematik, 1919 schloss er ein Medizinstudium ab. Während des Studiums wohnte er bei Manfred Bleuler. 1921 heiratete er Ida Hofer. Ihr gemeinsamer Sohn Peter Braun (1927–2019) gründete das Medizinmuseum Davos. Sein Sohn schlug also ebenfalls die ärztliche Laufbahn ein und wurde mit 33 Jahren Leiter der Zürcher Hochgebirgsklinik Davos Clavadel. Braun-Hofer war gläubiger Christ („Für seine innerste Haltung […] gab ihm das Neue Testament Mass und Richtung“). Nach Weiterbildungen in Pathologie (bei Otto Busse) und Gerichtsmedizin (bei Heinrich Zangger) wurde Braun-Hofer 1924 Oberarzt in der Schweizerischen Anstalt für Epileptische. Von 1929 bis 1932 war er Oberarzt am Burghölzli, 1932 wurde er Chefarzt der Schweizerischen Anstalt für Epileptische.
Braun-Hofer betrachtete Epilepsie als Erbkrankheit und mass als Erster in der Schweiz die Hirnströme von Epileptikern. Aus eugenischen Gründen förderte er ihre massenweise Sterilisation. Zur Zeit des Nationalsozialismus wurde Braun-Hofer Mitglied der Gesellschaft Deutscher Neurologen und Psychiater. 1942 veröffentlichte er in den Nationalen Heften den Artikel Gesundheit, Ehe, Volksschicksal zur „Frage der Bedeutung der Erbkrankheiten auf den Zustand der Gesamtbevölkerung“. Er korrespondierte mit Max Müller über den Wechsel von Insulinschock- auf Elektroschocktherapie.
Dieter Janz war langjährig mit Braun-Hofer verbunden.